# Alphonse-Marie du Saint-Esprit
Le bienheureux Alphonse-Marie du Saint-Esprit (à l'état civil : Joseph Mazurek), est né le [1er mars 1891 à Baranówka, près de Lublin (Pologne) et mort le 28 août 1944 à Rudawa, Pologne, est un prêtre carme déchaussé polonais. Élu prieur du couvent de Czerna, il assume cette charge jusqu'à sa mort. Le père Alphonse-Marie est assassiné par les troupes allemandes le 28 août 1944 à Nawojowa Gora (près de Rudawa).
Il est béatifié par Pape Jean-Paul II le 13 juin 1999 à Varsovie avec 108 martyrs de la persécution nazie.

## Biographie

### Jeunesse et formation
Joseph Mazurek est né le 1er mars 1891 à Baranówka (près de Lublin), en Pologne. Enfant, il est élève au petit séminaire des carmes déchaux de Baranówka. Il y croise saint Raphaël Kalinowski. En 1908, il rentre au Carmel de Wadowice et prend le nom d'Alphonse Marie du Saint-Esprit. En 1909, il fait sa profession temporaire et en 1912 sa profession solennelle. Il commence ses études en philosophie et en théologie à Wadowice en 1910, puis part poursuivre ses études à Cracovie. Il part à Linz, toujours pour poursuivre ses études, en 1914, à cause de la Première Guerre mondiale. Il est ordonné prêtre à Vienne (Autriche) le 16 juillet 1916.

### Prêtre et Carme
Joseph Mazurek devient professeur et préfet du petit séminaire de Wadowice. Il écrit un article sur l'école où il présente les conditions d’admission, et les orientations pour discerner chez un jeune les premiers signes d’une vocation. Il sera considéré comme l’un des éducateurs les plus remarquables dans l’histoire de ce petit séminaire.
En 1930, il est élu Prieur du couvent de Czerna. Il quitte alors le petit séminaire. Il remplit la charge de prieur jusqu’à sa mort (à l'exception les trois années où il assure la fonction d'économe du couvent entre 1936 et 1939). Il se consacre à sa communauté de moines, mais aussi aux laïcs autour de son monastère, avec toutes ses forces tant physiques que spirituelles :
- dans une petite église, située dans un petit bois éloigné du village, il organise des activités et des formations pour la population ;
- il met en œuvre de développe des dévotions particulières suivant les charismes de son ordre ;
- il dirige le chœur du Carmel séculier tant à Czerna, qu'en Silésie.

Pour différents témoins présents lors de son procès de béatification, il était « un exemple de zèle religieux et de ministère sacerdotal ».

### Le martyre
Durant la Seconde Guerre mondiale la région fut occupée par l'armée allemande, et intégrée au Gouvernement général. Il ne se laissa pas intimider pour autant par les vexations des autorités locales allemandes. Il continue d'accueillir de jeunes aspirants carmes et donne refuge à des personnes déplacées de Silésie.
Vers la fin de la guerre, en août 1944, les nazis, qui occupent le territoire polonais depuis 1939, augmentent leur hostilité et leurs représailles en Pologne. Les carmes du couvent de Czerna souffrent beaucoup de cette attitude des Allemands.
Le 24 août 1944, le frère novice Francisco Powiertowski est fusillé. Le 28 août, le chef de la Kommandantur, face à l'avancée des troupes russes, ordonne aux religieux et aux villageois de construire des tranchées au village de Rudawa situé à plus de 10 km de distance. Alors que les moines se rendent à pied sur les lieux des travaux, le Père Alphonse Marie est séparé de force de sa communauté. Il est obligé de monter dans une auto des militaires où il est brutalement maltraité et torturé (les allemands le soupçonnait de détenir des informations sur la résistance). Trois kilomètres avant d’atteindre le village de Rudawa, à l’extrémité du village de Nawojowa Gora, l’auto dans laquelle il se trouve se déporte sur une route secondaire. Le Père est contraint de descendre du véhicule et de marcher. Deux soldats se mettent alors à le mitrailler. Le Joseph tombe à terre, et comme il vit encore, ses assassins lui remplissent la bouche de terre. Ils l'abandonnent, blessé à mort et sans connaissance. Des paysans qui passaient par là avec une charrette tirée par des chevaux, le récupèrent et le transportent jusqu'au cimetière de Rudawa, à 3 kilomètres. Ses frères carmes de Czerna, qui se rendent aux tranchées croisent sur leur route la charrette avec le Père Alphonse inconscient.
Les carmes parviennent à récupérer la dépouille du Père Alphonse Marie et organiser son enterrement auquel assiste de nombreuses personnes, malgré un climat de terreur généralisée.

### Béatification
Il est déclaré vénérable le 26 mars 1999 par le Pape Jean-Paul II.
Il est béatifié par le Pape Jean-Paul II le 13 juin 1999 à Varsovie en tant que l'un des 108 martyrs polonais de la persécution nazie. Ce groupe se compose de 3 évêques, 52 prêtres, 26 membres des ordres religieux masculins, 3 séminaristes, 8 et 9 sœurs religieuses de laïcs.
Sa fête est célébrée le 28 août, veille de la mémoire liturgique du martyre de saint Jean-Baptiste dont le Père Alphonse avait toujours été un grand dévot. Dans l'Ordre du Carmel, sa fête est célébrée le 12 juin avec rang de mémoire facultative.

## Citations
- « Dans l'affliction, les tribulations et les angoisses, ainsi que dans les tentations, je trouverai toujours mon refuge auprès de Marie, ma Mère très aimée. Je lui offre toute ma personne et toute chose. Avec elle je veux rester fidèlement au pied de la Croix de Jésus. »[10]